# Kabinett Bidault III

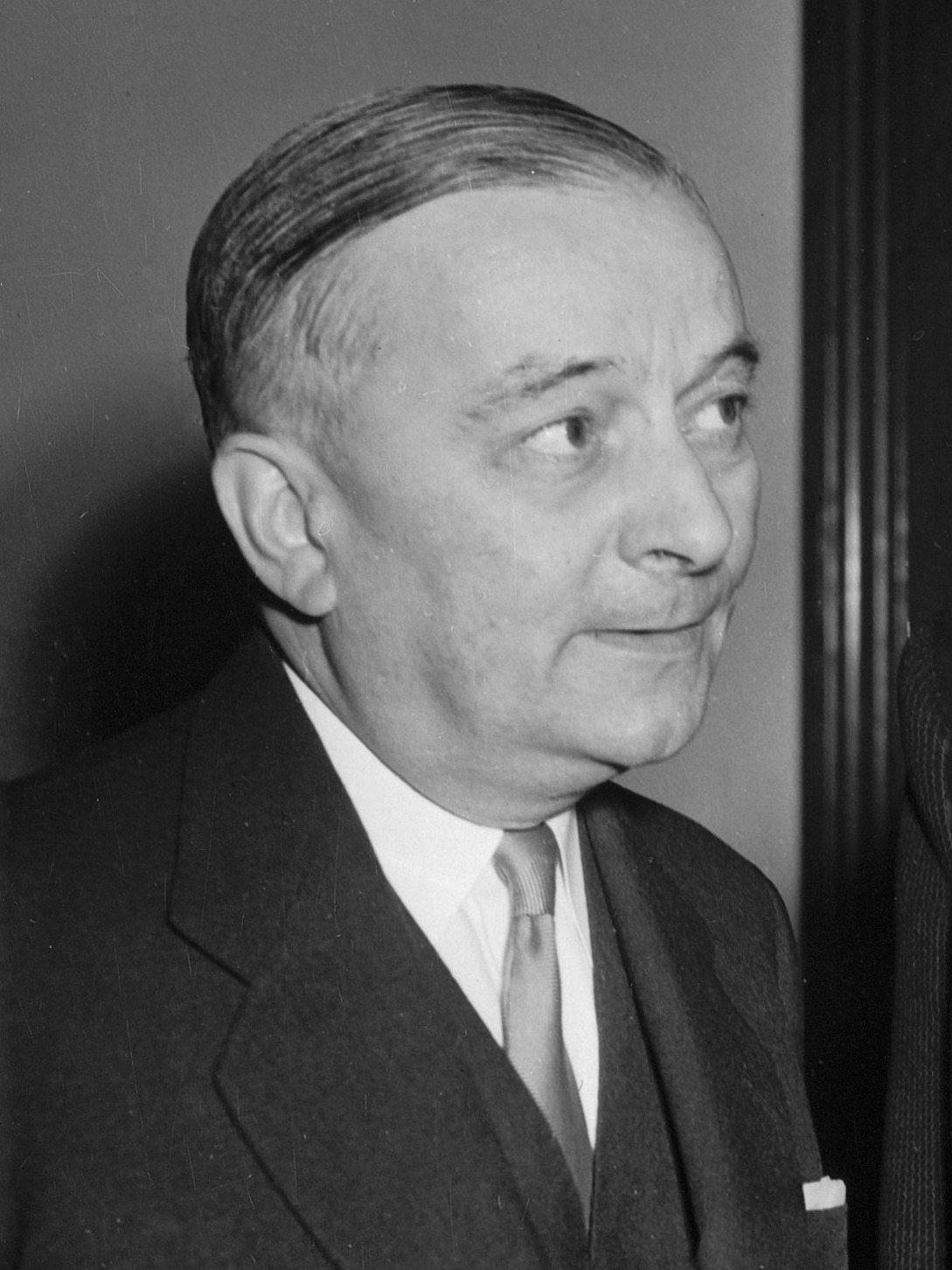
Georges Bidault war 1950 Premierminister

Das dritte Kabinett  Bidault wurde in Frankreich am 7. Februar 1950 von Premierminister Georges Bidault während der Amtszeit von Staatspräsident Vincent Auriol gebildet und löste das Kabinett Bidault II ab. Am 2. Juli 1950 wurde das Kabinett vom Kabinett Queuille II abgelöst. Dem Kabinett gehörten Vertreter von Mouvement républicain populaire (MRP), Section française de l’Internationale ouvrière (SFIO), Parti républicain, radical et radical-socialiste (PRS), Union démocratique et socialiste de la Résistance (UDSR), Centre national des indépendants (CNI) und der Parti paysan d’union sociale (PP) an.

## Minister
Dem Kabinett gehörten folgende Minister an:
| Amt                                                      | Name                  | Beginn der Amtszeit | Ende der Amtszeit |
| -------------------------------------------------------- | --------------------- | ------------------- | ----------------- |
| Premierminister                                          | Georges Bidault       | 7. Februar 1950     | 2. Juli 1950      |
| Vize-Premierminister                                     | Henri Queuille        | 7. Februar 1950     | 2. Juli 1950      |
| Innenminister                                            | Henri Queuille        | 7. Februar 1950     | 2. Juli 1950      |
| Staatsminister und Informationsminister                  | Pierre-Henri Teitgen  | 7. Februar 1950     | 2. Juli 1950      |
| Siegelbewahrer, Justizminister                           | René Mayer            | 7. Februar 1950     | 2. Juli 1950      |
| Außenminister                                            | Robert Schuman        | 7. Februar 1950     | 2. Juli 1950      |
| Minister für nationale Verteidigung                      | René Pleven           | 7. Februar 1950     | 2. Juli 1950      |
| Minister für Finanzen und Wirtschaft                     | Maurice Petsche       | 7. Februar 1950     | 2. Juli 1950      |
| Minister für nationale Bildung                           | Yvon Delbos           | 7. Februar 1950     | 2. Juli 1950      |
| Minister für öffentliche Arbeiten, Verkehr und Tourismus | Jacques Chastellain   | 7. Februar 1950     | 2. Juli 1950      |
| Minister für Industrie und Handel                        | Jean-Marie Louvel     | 7. Februar 1950     | 2. Juli 1950      |
| Landwirtschaftsminister                                  | Gabriel Valay         | 7. Februar 1950     | 2. Juli 1950      |
| Minister für die Überseegebiete                          | Jean Letourneau       | 7. Februar 1950     | 2. Juli 1950      |
| Minister für Arbeit und soziale Sicherheit               | Paul Bacon            | 7. Februar 1950     | 2. Juli 1950      |
| Minister für Wiederaufbau und Stadtplanung               | Eugène Claudius-Petit | 7. Februar 1950     | 2. Juli 1950      |
| Minister für Veteranen und Kriegsopfer                   | Louis Jacquinot       | 7. Februar 1950     | 2. Juli 1950      |
| Minister für öffentliche Gesundheit und Bevölkerung      | Pierre Schneiter      | 7. Februar 1950     | 2. Juli 1950      |
| Minister für Post, Telefonie und Telegrafie              | Charles Brune         | 7. Februar 1950     | 2. Juli 1950      |